# Cantone di Parentis-en-Born
Il Cantone di Parentis-en-Born era una divisione amministrativa dell'arrondissement di Mont-de-Marsan.
È stato soppresso a seguito della riforma complessiva dei cantoni del 2014, che è entrata in vigore con le elezioni dipartimentali del 2015.
Comprendeva i comuni di:
- Biscarrosse
- Gastes
- Parentis-en-Born
- Sainte-Eulalie-en-Born
- Sanguinet
- Ychoux